# Баптист, Хейли
Хейли Баптист (англ. Hailey Baptiste; род. 3 ноября 2001, Вашингтон, США) — американская профессиональная теннисистка. Победитель одного турнира WTA и двух турниров WTA 125 в парном разряде.

## Спортивная карьера
Батист, которая предпочитает играть на теннисных кортах с твердым покрытием, начала занятия теннисом с четырёхлетнего возраста, работая в основном на грунтовых кортах. Она до 2021 года активно принимала участие в турнирах Мирового теннисного тура ITF среди женщин, где выиграла три титула в одиночном разряде.
На Открытом чемпионате Франции по теннису 2017 года она смогла дойти до 1/8 финала в юниорском одиночном разряде.
На Mercer Tennis Classic 2018 года она вышла в четвертьфинал, где проиграла со счетом 4-6, 4-6 финалистке Веронике Сепеде Ройг. На US Open 2018 года она и её партнерша Далайна Хьюитт вышли в финал юниорского парного разряда, в котором проиграли Кори Гауфф и Кэти Макнейли 3:6, 2:6.
Батист дебютировала в WTA Tour на Citi Open 2019 года, где в основной сетке ей удалось одержать победу над своей соотечественницей Мэдисон Киз, которая была посеяна под вторым номером.
На Открытом чемпионате США по теннису в 2020 года Хейли приняла участие в основном розыгрыше турнира, получив WC, где уступила в первом раунде французской теннисистке Кристине Младенович 5:7, 2:6. 
В 2021 году на Открытом чемпионате Франции по теннису, американка, победив в квалификации, в первом круге обыграла россиянку Анну Блинкову, а во втором уступила именитой соотечественнице Софии Кенин. 

## Рейтинг на конец года
| Год  | Одиночный рейтинг | Парный рейтинг |
| 2023 | 131               | 179            |
| 2022 | 181               | 264            |
| 2021 | 160               | 145            |
| 2020 | 231               | 470            |
| 2019 | 285               | 738            |
| 2018 | 457               |                |

## Выступления на турнирах

### Финалы турнировWTAв парном разряде (1)

#### Победы (1)
| Легенда:                    |
| --------------------------- |
| Турниры Большого Шлема (0*) |
| Олимпиада (0)               |
| Итоговый чемпионат года (0) |
| Premier Mandatory (0)       |
| Premier 5 (0)               |
| Premier (0)                 |
| International (0+1)         |

| Титулы по покрытиям | Титулы по месту проведения матчей турнира |
| ------------------- | ----------------------------------------- |
| Хард (0)            | Зал (0)                                   |
| Грунт (0+1)         | Зал (0)                                   |
| Трава (0)           | Открытый воздух (0+1)                     |
| Ковёр (0)           | Открытый воздух (0+1)                     |

* количество побед в одиночном разряде + количество побед в парном разряде.
| №  | Дата        | Турнир        | Покрытие | Партнёрша     | Соперницы в финале        | Счёт              |
| 1. | апрель 2021 | Чарлстон, США | Грунт    | Кэти Макнейли | Эллен Перес Сторм Сандерс | 6-7(4) 6-4 [10-6] |